# Left Behind (låt)
"Left Behind" är en låt av det amerikanska heavy metal-bandet Slipknot. Låten släpptes som den andra singeln från deras andra studioalbum, Iowa.

## Mottagande
"Left Behind" var mer kommersiellt framgångsrik än både "Wait and Bleed" och "Spit It Out" och nådde plats 30 på Billboards Hot Mainstream Rock Tracks-topplista och plats 24 på UK Singles Chart. Låten blev nominerad till en Grammy Award för "Best Metal Performance" år 2002, men förlorade mot Tools "Schism". Låten var bandets första singel att nå Australiens ARIA Charts, där den nådde plats 97. Låten släpptes, tillsammans med "Wait and Bleed", "Pulse of the Maggots" och "Snuff", som nedladdningsbara låtar för spelserien Rock Band.

## Musikvideo
Musikvideon, regisserad av Dave Meyers, fokuserar på en ung pojke som först ses skära upp en get på ett slakteri. Han går efter det hem till sin smutsiga, nedgångna bostad där två mobbare kastar stenar genom hans fönster. Pojken häller smutsigt vatten på sina Froot Loops och tittar på en gammal TV. Bandet ses framföra låten i en torr, död skog, och mot slutet av videon börjar det regna. Som den ledande singeln visade "Left Behind" även upp Slipknots nya masker samt dräkter för att promota Iowa.
Det finns två versioner av videon, en något redigerad version (för TV) och en oredigerad version för DVD.

## Låtlista
CD-singel
1. "Left Behind" – 4:04
2. "Liberate" (Live) – 4:27
3. "Surfacing" (Live) – 5:10

- innehåller musikvideon till Left Behind

7" Vinyl Picture Disc
1. "Left Behind" – 4:04
2. "Liberate" (Live) – 4:27

Promosingel
1. "Left Behind" (Alternate Version) – 3:40
2. "Left Behind" (Album Version With Fade) – 3:40
3. "Left Behind" (Album Version) – 4:06